# 12281 Chaumont
12281 Chaumont è un asteroide della fascia principale. Scoperto nel 1990, presenta un'orbita caratterizzata da un semiasse maggiore pari a 2,7388957 UA e da un'eccentricità di 0,0158006, inclinata di 6,35065° rispetto all'eclittica.